# Secretaría de Marina
La Secretaría de Marina de Mèxic és la secretaria d'Estat que organitza l'Armada de Mèxic i vigila les aigües mexicanes, a més de l'establert en la Ley Orgánica de la Administración Pública Federal Arxivat 2009-03-01 a Wayback Machine..

## Organigrama.
- Inspeccionar els serveis de l'Armada.
- Construir, reconstruir i conservar les obres portuàries que requereixi l'Armada.
- Establir i administrar els magatzems i estacions de combustibles i lubrificants de l'Armada.
- Executar els treballs topohidrográfics de les costes, illes, ports i vies navegables, així com organitzar l'arxiu de cartes marítimes i les estadístiques relatives.
- Intervenir en l'atorgament de permisos per a expedicions o exploracions científiques estrangeres o internacionals en aigües nacionals.
- Construir, mantenir i operar, drassanes, dics, varadors i establiments navals destinats als bucs de l'Armada de Mèxic.
- Organitzar i prestar els serveis de sanitat naval.
- Integrar l'arxiu d'informació oceanogràfica nacional.

Per dur a terme aquestes funcions la Secretaria de Marina compta amb les següents òrgans administratius:
- Subsecretaría de Marina
  - Dirección General de Construcciones Navales
    - Dirección General Adjunta de Construcción Naval
    - Dirección General Adjunta de Reparación Naval
    - Dirección General Adjunta de Ingeniería y Mantenimiento

  - Dirección General de Servicios
    - Dirección General Adjunta de Armamento
    - Dirección General Adjunta de Obras y Dragado
    - Dirección General Adjunta de Aeronautica Naval
    - Dirección de Vestuario y Equipo
    - Dirección General Adjunta de Comunicación e Informática

  - Dirección General de Investigación y Desarrollo
    - Dirección General Adjunta de Oceanografía, Hidrografía y Meteorología
    - Instituto de Investigación y Desarrollo Tecnológico de la Armada
- Jefatura del Estado Mayor General de la Armada
  - Sección Primera
  - Sección Segunda
  - Sección Tercera
  - Sección Cuarta
  - Sección Quinta
    - Comisión de Seguridad de la Información
    - Comisión de Estudios Especiales
    - Comisión de Leyes y Reglamentos
    - Unidad de Comunicación Social/Unidad de Enlace
    - Comisión Coordinadora para la Protección
    - Unidad de Cultura e Historía Naval
    - Coordinación General de Infantería de Marina
- Oficialia Mayor 
  - Dirección General de Recursos Humanos
    - Dirección General Adjunta de Control de Personal
    - Dirección General Adjunta de Sanidad Naval
    - Dirección General Adjunta de Educación Naval
    - Dirección General Adjunta de Seguridad y Binestar Social
    - Archivo General
    - DETALL General

  - Dirección General de Administración y Finanzas
    - Dirección General Adjunta de Programación y Presupuesto
    - Dirección General Adjunta de Administración
    - Dirección General Adjunta de Adquisiciones
    - Dirección General Adjunta de Abastecimiento
- Inspección y Contraloría General de Marina
- Junta Naval
- Junta de Almirantes
- Unidad Jurídica
- Unidad de Planeación Estratégica
- Fuerzas, Regiones y Zonas Navales

## Llista de Secretaris de Marina de Mèxic

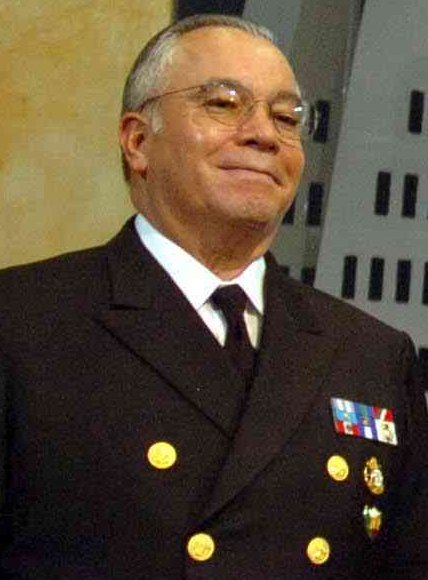
Almirall Marco Antonio Peyrot, 2000-2006

- Govern de Manuel Ávila Camacho (1940) - (1946)
  - (1940 - 1946): Heriberto Jara Corona
- Govern de Miguel Alemán (1946 - 1952)
  - (1946 - 1948): Luis Schaufelberger Alatorre, Subsecretari encarregat del despatx
  - (1948 - 1949): David Coello Ochoa
  - (1949 - 1952): Alberto J. Pawling, Subsecretari encarregat del despatx
  - (1952): Raúl López Sánchez
- Govern d'Adolfo Ruiz Cortines (1952 - 1958)
  - (1952 - 1955): Rodolfo Sánchez Taboada
  - (1955): Alfonso Poire Ruelas, Subsecretari encarregat del despatx
  - (1955 - 1958): Roberto Gómez Maqueo
  - (1958): Héctor Meixueiro Alexanders

| Secretari                        | Partit  | Període                                        | President                     |
| -------------------------------- | ------- | ---------------------------------------------- | ----------------------------- |
| Manuel Zermeño Araico            | Militar | 1 de desembre de 1958 - 30 de novembre de 1964 | Adolfo López Mateos           |
| Antonio Vázquez del Mercado      | Militar | 1 de desembre de 1964 - 30 de novembre de 1970 | Gustavo Díaz Ordaz            |
| Luis M. Bravo Carrera            | Militar | 1 de desembre de 1970 - 30 de novembre de 1976 | Luis Echeverría Álvarez       |
| Ricardo Cházaro Lara             | Militar | 1 de desembre de 1976 - 30 de novembre de 1982 | José López Portillo           |
| Miguel Ángel Gómez Ortega        | Militar | 1 de desembre de 1982 - 30 de novembre de 1988 | Miguel de la Madrid Hurtado   |
| Mauricio Scheleske Sánchez       | Militar | 1 de desembre de 1988 - 18 de juliol de 1990   | Carlos Salinas de Gortari     |
| Luis Carlos Ruano Angulo         | Militar | 18 de juliol de 1990 - 30 de novembre de 1994  | Carlos Salinas de Gortari     |
| José Ramón Lorenzo Franco        | Militar | 1 de desembre de 1994 - 30 de novembre de 2000 | Ernesto Zedillo Ponce de León |
| Marco Antonio Peyrot González    | Militar | 1 de desembre de 2000 - 30 de novembre de 2006 | Vicente Fox Quesada           |
| Mariano Francisco Saynez Mendoza | Militar | 1 de desembre de 2006 - 30 de novembre de 2012 | Felipe Calderón Hinojosa      |
| Vidal Francisco Soberón Sanz     | Militar | 1 de desembre de 2012 -                        | Enrique Peña Nieto            |